# Lista de aviões que serviram a Força Aérea Portuguesa
Foi em 1912 que em Portugal se começou a alicerçar a Aeronáutica Militar e a adquirir os primeiros aviões. A aviação ainda estava nos seus primórdios mas já se antevia a aplicação militar dessa nova arma.

## Primeiros aviões
Do início da aviação militar em Portugal até ao nascimento da Força Aérea Portuguesa como ramo independente

### Exército
- 1912 – Deperdussin Tipo B, o primeiro avião militar português.
- 1912 – Farman MF 4
- 1912 - Avro 500
- 1916 – Farman MF 11
- (1919-1932) - Breguet Br-14
- 1916 - Caudron GIII, construído em França
- 1917 - Nieuport Ni 21 E1
- (1918-1922) - Donnet-Denhaut DD8
- (1919-1933) - Martinsyde F-4 Buzzard
- (1919-1932) - Spad S.VII C1
- (1921-1924)- Breguet Br-16 Bn2
- (1922-1933) - Caudron GIII, construído no Parque Aeronáutico de Alverca, hoje Oficinas Gerais de Material Aeronáutico (OGMA).
- (1922-1930) - Fairey III D
- (1923-1933) - Avro 504K
- (1924-1937 - Avro 548 A
- (1924-1942) - Vickers Valparaiso
- (1927-1927) - Dornier Do J Wal
- (1928-1935) - Junkers W34-L
- Anos 30 – Potez XXV
- 1931 - Morane-Saulnier MS 233, construído no Parque Aeronáutico de Alverca
- 1931 - Junkers A-50 Júnior
- 1934 - De Havilland DH 82A Tiger Moth, construído em Inglaterra
- (1934-1939)- Caproni Ca-100 Caprocine
- (1934-1938) - Caproni Ca-113
- (1934-1952) - Avro 631 Cadet
- 1934 - De Havilland DH-85 Leopard-Moth
- (1934-1943) - Junker w 34 na versão militar W 43
- (1935-1940) - De Havilland DH-88 Comet
- (1936-1952) - Avro 626, construído no Parque Aeronáutico de Alverca
- (1937-1953) - De Havilland DH-84 Dragon
- (1937-1952) – Junkers Ju 52, Bombardeiro e Transporte (Alemanha)
- (1937-1942) - Hawker Hind
- 1938 – Tiger Moth, construído no Parque Aeronáutico de Alverca
- (1938-1953) - Gloster Gladiator, Caça (Inglaterra)
- (1939-1941) - Breda Ba.65 bis
- 1940 – Avro 626, Instrução (Inglaterra)
- (1940-1945) – Junkers Ju 86, Bombardeiro (Alemanha)
- (1941- 1946) – Consolidated Mohawk, Caça (USA)
- (1941-1944) - Bristol Blenheim
- (1941-1950) - Miles Master
- (1943-1944) – P-38 Lightning, Caça (USA)
- (1943-1945) – Consolidated B-24 Liberator, Bombardeiro (USA)
- (1943-1954) - Hawker Hurricane, Caça (Inglaterra)
- 1943 – Wellington, Bombardeiro (Inglaterra)
- 1943 – Hawker Fury (Inglaterra)
- (1943-1949) - Bell P-39 Aircobra, Caça (USA)
- (1943-1957) - Airpeed Oxford,transitaram para a FAP
- (1943-1944) - Lockheed P-38 Lightning
- (1943-1952) - Miles Martinet
- 1943 - Vikers-Armstrong Wellington
- (1944-1955) – Spitfire, Caça (Inglaterra)
- 1944 – Bristol Blenheim, Bombardeiro (Inglaterra)
- (1944-1945) - Lockheed Hudson
- 1946-1956 – Miles Magister, Instrução (Inglaterra), transitaram para a FAP
- (1947-1976) – North-American T-6, Instrução (USA), transitaram para a FAP
- (1947-1960) - Boeing SB-17G Flying Fortress, transitaram para a FAP
- (1947-1973) – Douglas C-54 Skymaster, transitaram para a FAP
- 1948 – Avro Anson, Reconhecimento e Instrução (Inglaterra), transitaram para a FAP
- (1950-1968) - De Havilland DH-89 Dragon Rapid,transitaram para a FAP
- 1951 - Chipmunk MK 20 /Canadá), transitaram para a FAP

### Marinha
- (1917-1918) - F.B.A. B
- (1918-1920) - Georges-Lévy GL-40 HB2
- (1918-1928) - Tellier T-3
- (1920-1922) - Felixstowe F-3
- (1921-1930) - Curtis HS-2L
- (1922-1930) - Fairey III D
- (1923-1933) - Avro 504K
- (1924-1933) - Fokker T.III W
- (1927-1935) - C.A.M.S. 37A
- (1927-1933) - Hanriot H-41
- (1928-1934) - Macchi M-18
- (1933-1952) - Consolidated Fleet F-10B
- (1933-1941) - Junker k43 versão militar do W 34
- (1935-1941) - Hawker Osprey
- (1936-1952) - Avro 626
- (1936-1938) - Blackburn Shark
- (1936-1944) - General Aircraft Monospar ST-12
- (1940-1955) - Grumman G-21 Goose,transitaram para a FAP
- (1942-1962) - Grumman G-44 Widgeon, transitaram para a FAP
- (1943-1952) - Miles Martinet
- (1943-1957) - Airpeed Oxford, transitaram para a FAP
- (1943-1945) - Short Sunderland
- (1945-1946) - Bristol Beaufighter
- (1948-1976) -  Beechcraft AT-11 Kansan, transitaram para a FAP
- (1950-1978) - T-6 SNJ-4, (USA), transitaram para a FAP
- (1950-1956) - Curtiss SB2C Helldiver,transitaram para a FAP

## Força Aérea Portuguesa
Desde a sua intituição como ramo independente até aos dias de hoje

### Abatidos ao serviço
- (1951-1956) - P-47 Thunderbolt, caça-bombardeiro (USA)
- (1951-1990) – De Havilland Chipmunk
- (1952-1976) - Piper PA-18 Super Cub(L21B)
- (1952-1962) – De Havilland Vampire, Instrução (Inglaterra)
- (1953-1974) – Republic F-84G, Thunderjet caça, (USA)
- (1953-1990) – Lockheed T-33, caça
- (1953-1973) – Sky Master, transporte
- (1953-1990) – Lockheed T-33 A, Instrução (USA)
- (1954-1975) – PV-2 Harpoon
- (1954-1962) – Helicóptero Sikorsky UH-19A
- (1954-1962) - Grumman SA-16 Albatross
- (1957-1976) – Piper CUB L21A (USA)
- (1958-1980) – North American F-86 Sabre, Caça-Bombardeiro (USA)
- (1958-1976) - Sud Aviation Alouette II
- (1959-1960) – P2V5-Neptune, Reconhecimento e Luta anti-submarino (USA)
- (1959-1976) – C-45 Expeditor (USA)
- (1959-1959) - Hunting Jet Provost
- (1960-1978) –Nord 2501-F Noratlas, Nord 2502 Noratlas, Transporte (França)
- (1961-1974) - Auster D-5/160
- (1961-1978) - Douglas DC-6
- (1961-1976) - M.H.1521 Broussard (França)
- (1961-1979) – Dornier DO-27, Ligação (Alemanha)
- (1961-1972) - Junkers Ju 52/3m , versão francesa Junker Amiot AAC-1 Toucan (França)
- (1962-1976) – C-47 Douglas DC3 (C-47) Dakota, Transporte (USA)
- (1963-1992) - Cessna T-37C
- 1963-2020) Sud-Aviation SE-3160 Alouette III (França)
- 1963 - Sud-Aviation SA-330 Puma (França), reposto a voar em 2008[1]
- (1966-1993) – Fiat G.91, caça (Itália)[1]
- (1966-1974) - Douglas B-26 Invader, ataque ao solo e bombardeiro (USA)
- (1968-1974) - Cessna 185 Skywagon
- (1968-1974) - Cessna 401
- (1968-1974) - Piper PA-32-300 Cherokee Six
- (1969-1974) - Cessna 310
- (1969-1976) – Boeing 707
- (1970-2006) - Eurocopter SA-330 Puma (França)
- (1974-2007) - Cessna FTB-337 G Skymaster (França)
- 1974 - CASA C-212-100 Aviocar, transporte e reconhecimento (Espanha)[1]
- 1974 - CASA C-212-300 Aviocar, transporte e reconhecimento (Espanha)
- (1976-1993) – T-38A Tallon
- (1981-1999) – A-7P Corsair II caça (USA)
- (1985-1994) - Fournier RF-10
- (1993-2018) - Dassault-Dornier Alpha-Jet, instrução e apoio aéreo ofensivo (França/Alemanha)
- (2022-2022) - Kamov Ka-32A11BC (Rússia)[2][3]

### Actualmente, ao servico[4]
- 1951 - DHC-1 Chipmunk MK 20 (Inglaterra / Portugal (OGMA))[5]
- 1977 - Lockheed C-130H Hercules (EUA)[5]
- 1988 - ASK-21 (Alemanha)[5]
- 1989 - Aerospatiale Epsilon-TB 30 (França)
- 1990 - Dassault Falcon 50 (França)[5]
- 1994 - Lockheed Martin F16 AM/BM MLU (EUA)[5]
- 1996 - L-23 Super-Blanik (Rep.Checa)
- 2005 - Agusta-Westland EH-101 Merlin (Inglaterra)[5]
- 2006 - Lockheed P-3C Orion Cup+ (EUA)[5]
- 2009 - CASA C-295 (Espanha).[5]
- 2020 - AW119 Koala (Itália)[6]
- 2020 - UAVision OGASSA OGS42 (Portugal)
- 2023 - Dassault Falcon 900 (França)[7]
- 2023 - Sikorsky UH-60A (EUA)[8]
- 2023 - Embraer C-390 Millennium (Brasil / Portugal)[9]